# Inota
Inota egykor önálló község, 1951 óta Várpalota keleti városrésze. A városhoz csatolása előtt Fejér megye Székesfehérvári járásához tartozott, azóta Veszprém megye, ma Veszprém vármegye része.

## Fekvése, elhelyezkedése

Várpalota térképe

Délről a Sárvíz széles, mocsaras völgye, északról a Bakony keleti hegysora határolja.
A közvetlenül szomszédos települések: észak felől Bakonykúti, kelet felől Csór, délkelet felől Nádasdladány, dél felől Ősi, délnyugat felől Pétfürdő, nyugat felől pedig Várpalota.

### Megközelítése
Legfontosabb közúti megközelítési útvonala a 8-as főút, amely a belterületének déli széle közelében húzódik (a főút Várpalota központját elkerülő szakaszának átadása óta a régi nyomvonal már a 7204-es út része). 
A hazai vasútvonalak közül a Székesfehérvár–Szombathely-vasútvonal érinti, de annak korábban itt létesült megállóhelye már nem üzemel, a legközelebbi vasúti csatlakozási lehetőséget így Várpalota vasútállomás kínálja. 
Várpalota helyi buszjáratai közül az 1-es számú helyi járat közlekedik ide.

## Története
Régi település, már a neolit és a római korban is lakott volt. A neolitikumból, az i. e. 6. századból és a rómaiak korából is kerültek elő leletek.
1193-ban említik először Junota néven egy oklevélben, mellyel III. Béla király a fehérvári johannitáknak adta a falut. 1272-ben V. István felszabadította a falu népét a vámtól, gyűjtéstől, valamint attól, hogy az ország zászlósurait kötelezően el kelljen szállásolniuk. A falut 1426-ban Bátorkő vára tartozékaként Újlaki Miklós birtoka volt.
A várpalotai vár eleste után a többi környékbeli faluhoz hasonlóan nehéz időszak köszöntött a falura. Kétfelé adózás (a várnak és a töröknek is) és más nehézségek miatt a falu teljesen elnéptelenedett. Zichy Imre telepítette újra a falut. A falu életében Sigbert Heister és a Rákóczi-szabadságharc pusztításai újabb károkat okoztak.
A 18. század közepén újabb, főleg Magyarpolányból elzavart lakosok érkeztek. A falu fejlődése megállt a 19. század végén, a falu lakossága még csökkent is.
A második világháború idején a környéken több hónapig dúltak a harcok. A háború után, 1951-ben a falut átcsatolták Fejér vármegye Székesfehérvári járásából Veszprém megyéhez, és Várpalotához csatolták. 
Felépült az Inotai Alumíniumkohó, a kohó hatalmas áramigénye kielégítésére pedig az inotai hőerőmű. A erőmű 2001-ben zárt be.
2000-ben felépült az inotai szélerőmű, 2024-ben a Várpalotai lőszergyár.